# 677
El 677 (DCLXXVII) fou un any comú començat en dijous del calendari julià.

## Esdeveniments
- Constantinoble: Teodor I esdevé Patriarca Ecumènic de Constantinoble.

## Naixements
- Clodoveu IV, rei dels francs (m. 695).